# Округ Велс (Индијана)
Округ Велс (енгл. Wells County) је округ у америчкој савезној држави Индијана.

## Демографија
По попису из 2010. године број становника је 27.636, што је 36 (0,1%) становника више него 2000. године.
| Група             | 2000.          | 2010.          |
| Белци             | 26.884 (97,4%) | 26.604 (96,3%) |
| Афроамериканци    | 45 (0,2%)      | 96 (0,3%)      |
| Азијати           | 59 (0,2%)      | 107 (0,4%)     |
| Хиспаноамериканци | 397 (1,4%)     | 564 (2,0%)     |
| Укупно            | 27.600         | 27.636         |